# Finnische Nationaloper
Die Finnische Nationaloper (finn. Suomen Kansallisooppera, schwed. Finlands nationalopera) ist das einzige professionelle Opernensemble Finnlands. Das Ensemble wurde 1911 gegründet. Das Gebäude, in dem es untergebracht ist, befindet sich in der Hauptstadt Helsinki am Ufer der Bucht Töölönlahti. Es wurde 1993 fertiggestellt und verfügt über zwei Auditorien: Das Haupttheater verfügt über 1350 Sitze, das kleinere bietet je nach Bestuhlung 300 bis 500 Besuchern Platz.

## Geschichte

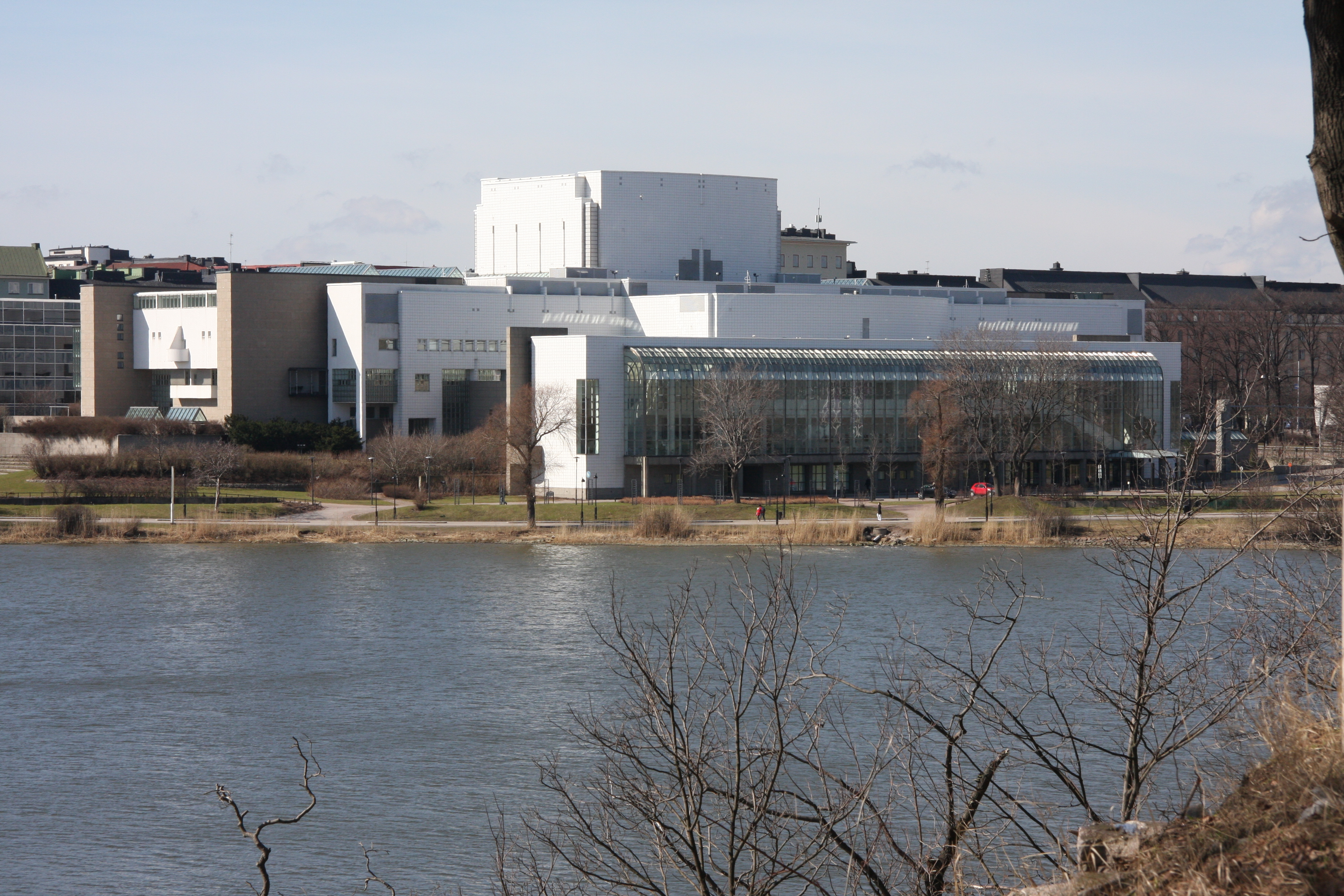
Opernhaus in Helsinki

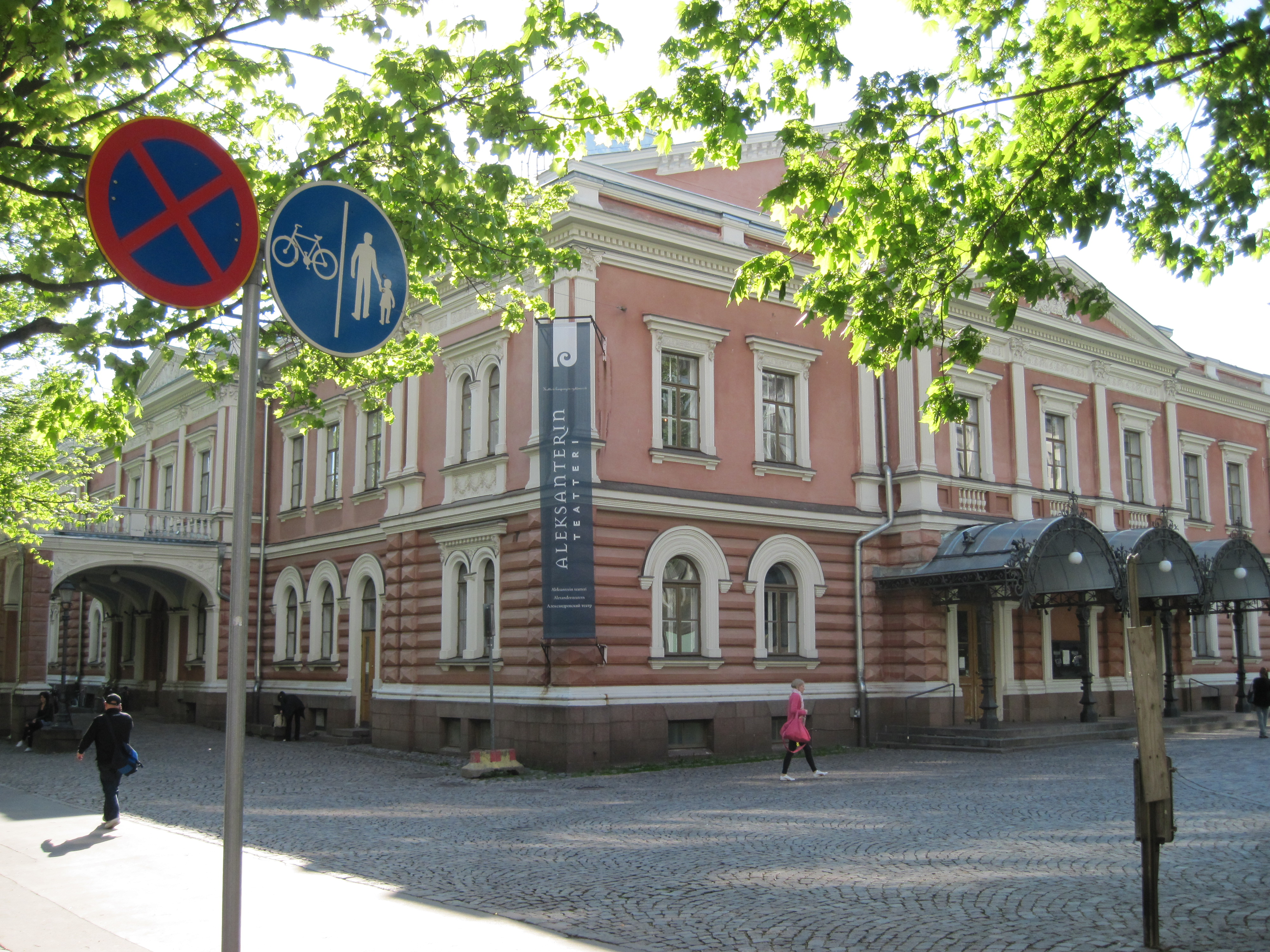
Das Alexander-Theater, Spielstätte der Oper bis 1993

Bis in die zweite Hälfte des 19. Jahrhunderts wurden in Finnland Opern nur sporadisch aufgeführt, entweder von Laiendarstellern oder von ausländischen Ensembles, die sich auf Tournee befanden. Nachdem allmählich eine eigene finnische Opernkultur entstanden war, begannen 1873 erstmals regelmäßige professionelle Aufführungen, als am Finnischen Nationaltheater in Helsinki ein Opernensemble namens Finnische Oper (Suomalainen ooppera) gegründet wurde. Dieses Ensemble wurde aber schon 1879 aus finanziellen Gründen wieder aufgelöst.
Das heute bestehende Opernensemble wurde 1911 unter dem Namen „Einheimische Oper“ (Kotimainen ooppera / Inhemska operan) gegründet. Die neben u. a. Oskar Merikanto zu den Gründern gehörende Sopranistin Aino Ackté zerstritt sich schon 1912 mit den anderen Gründern und verließ das Ensemble, um die heute noch bestehenden Savonlinna-Opernfestspiele zu gründen. Im Jahr 1914 wurde die Einheimische Oper in „Finnische Oper“ und 1956 in „Nationaloper“ umbenannt.
In seinen ersten Jahren hatte das Opernensemble keine feste Spielstätte. Nachdem Finnland 1917 unabhängig geworden war, wurde dem Ensemble 1918 das vormals russische Alexander-Theater (Aleksanterin teatteri) in Helsinki überlassen. Dieses war jedoch für die Oper eigentlich zu klein. Der Bau eines eigenen Gebäudes war seit den 1920er Jahren geplant, doch konnten die Pläne wegen finanzieller Schwierigkeiten erst 1993 mit der Eröffnung des heutigen Opernhauses realisiert werden. Es war das erste von Anfang an als Opernhaus konzipierte Gebäude des Landes.

## Besetzung und Spielplan
Die Finnische Nationaloper verfügt über 30 fest engagierte Solosänger, einen 60-köpfigen Chor mit dazugehörendem Orchester, das rund 120 Mitglieder hat. Die Balletttruppe umfasst 90 Tänzer aus 17 Ländern. Insgesamt ist die Oper etwa 735 Mitglieder stark.
Die Nationaloper führt jedes Jahr zwischen vier und sechs Premieren auf, inklusive einer Uraufführung von mindestens einer finnischen Oper wie beispielsweise Rasputin des Komponisten Einojuhani Rautavaara, Höstsonaten von Sebastian Fagerlund (2017), Sanatorio Express von Iiro Rantala (2018) oder Jää von Jaakko Kuusisto (2019). Während der COVID-19-Pandemie 2020 zeigte die Nationaloper die in kurzer Zeit von Esa-Pekka Salonen und Karita Mattila zusammengestellte satirische Oper Covid fan tutte über die Corona-Krise. 20 verschiedene Opern in etwa 140 Aufführungen stehen jährlich auf dem Spielplan. Die Finnische Nationaloper hat jährlich etwa eine Viertelmillion Besucher.
2013 übernahm Lilli Paasikivi die künstlerische Leitung der Oper, im August 2023 folgte ihr Thomas de Mallet Burgess in dieser Funktion nach.